# المناخ (السياني)

تعديل مصدري - تعديل

المناخ محلة تابعة لقرية الاشعاب، التابعة لعزلة المجزع بمديرية السياني إحدى مديريات محافظة إب في الجمهورية اليمنية.، بلغ تعداد سكانها 96 حسب تعداد اليمن لعام 2004.